# 살파랑2: 운명의 시간
《살파랑2: 운명의 시간》(영어: SPL 2: A Time for Consequences)는 2015년 공개된 홍콩, 중국의 영화이다.

## 출연진
- 오경: 진지걸 역
- 장진
- 토니 자: 차 역
- 임달화: 형사과장 역
- 고천락